# Typhlocyba dama
Typhlocyba dama är en insektsart som beskrevs av Irena Dworakowska 1994. Typhlocyba dama ingår i släktet Typhlocyba och familjen dvärgstritar. Inga underarter finns listade i Catalogue of Life.